# Liste der Gerichte des Landes Niedersachsen
Die Liste der Gerichte des Landes Niedersachsen enthält Gerichte des Landes Niedersachsen.
|                             | Obere Landesgerichte                                                               | Untere Landesgerichte |
| Verfassungsgerichtsbarkeit  | Niedersächsischer Staatsgerichtshof (in Bückeburg)                                 | |
| Ordentliche Gerichtsbarkeit | Oberlandesgericht Braunschweig                                                     | Landgericht Braunschweig \| Amtsgerichte Bad Gandersheim \| Braunschweig \| Clausthal-Zellerfeld \| Goslar \| Helmstedt \| Salzgitter \| Seesen \| Wolfenbüttel \| Wolfsburg                                                     |
| Ordentliche Gerichtsbarkeit | Oberlandesgericht Braunschweig                                                     | Landgericht Göttingen \| Amtsgerichte Duderstadt \| Einbeck \| Göttingen \| Hann. Münden \| Herzberg am Harz \| Northeim \| Osterode am Harz                                                                                     |
| Ordentliche Gerichtsbarkeit | Oberlandesgericht Celle                                                            | Landgericht Bückeburg \| Amtsgerichte Bückeburg \| Rinteln \| Stadthagen |
| Ordentliche Gerichtsbarkeit | Oberlandesgericht Celle                                                            | Landgericht Hannover \| Amtsgerichte Burgwedel \| Hameln \| Hannover \| Neustadt am Rübenberge \| Springe \| Wennigsen (Deister)                                                                                                 |
| Ordentliche Gerichtsbarkeit | Oberlandesgericht Celle                                                            | Landgericht Hildesheim \| Amtsgerichte Alfeld \| Burgdorf \| Elze \| Gifhorn \| Hildesheim \| Holzminden \| Lehrte \| Peine |
| Ordentliche Gerichtsbarkeit | Oberlandesgericht Celle                                                            | Landgericht Lüneburg \| Amtsgerichte Celle \| Dannenberg (Elbe) \| Lüneburg \| Soltau \| Uelzen \| Winsen |
| Ordentliche Gerichtsbarkeit | Oberlandesgericht Celle                                                            | Landgericht Stade \| Amtsgerichte Bremervörde \| Buxtehude \| Cuxhaven \| Geestland \| Otterndorf \| Stade \| Tostedt \| Zeven                                                                                                   |
| Ordentliche Gerichtsbarkeit | Oberlandesgericht Celle                                                            | Landgericht Verden \| Amtsgerichte Achim \| Diepholz \| Nienburg \| Osterholz-Scharmbeck \| Rotenburg (Wümme) \| Stolzenau \| Sulingen \| Syke \| Verden \| Walsrode                                                             |
| Ordentliche Gerichtsbarkeit | Oberlandesgericht Oldenburg                                                        | Landgericht Aurich \| Amtsgerichte Aurich \| Emden \| Leer \| Norden \| Wittmund |
| Ordentliche Gerichtsbarkeit | Oberlandesgericht Oldenburg                                                        | Landgericht Oldenburg \| Amtsgerichte Brake \| Cloppenburg \| Delmenhorst \| Jever \| Nordenham \| Oldenburg \| Varel \| Vechta \| Westerstede \| Wildeshausen \| Wilhelmshaven                                                  |
| Ordentliche Gerichtsbarkeit | Oberlandesgericht Oldenburg                                                        | Landgericht Osnabrück \| Amtsgerichte Bad Iburg \| Bersenbrück \| Lingen \| Meppen \| Nordhorn \| Osnabrück \| Papenburg |
| Arbeitsgerichtsbarkeit      | Landesarbeitsgericht Niedersachsen (in Hannover)                                   | Arbeitsgerichte Braunschweig \| Celle \| Emden \| Göttingen \| Hameln \| Hannover \| Hildesheim \| Lingen \| Lüneburg \| Nienburg \| Oldenburg \| Osnabrück \| Stade \| Verden \| Wilhelmshaven                                  |
| Finanzgerichtsbarkeit       | Niedersächsisches Finanzgericht (in Hannover)                                      | |
| Sozialgerichtsbarkeit       | Landessozialgericht Niedersachsen-Bremen (in Celle) (für Niedersachsen und Bremen) | Sozialgerichte Aurich \| Braunschweig \| Hannover \| Hildesheim \| Lüneburg \| Oldenburg \| Osnabrück \| Stade |
| Verwaltungsgerichtsbarkeit  | Niedersächsisches Oberverwaltungsgericht (in Lüneburg)                             | Verwaltungsgerichte Braunschweig \| Göttingen \| Hannover \| Lüneburg \| Oldenburg \| Osnabrück \| Stade |
| Berufsgerichtsbarkeit       | Architekten-Berufsgerichtshof Niedersachsen                                        | Architekten-Berufsgericht Niedersachsen |
| Berufsgerichtsbarkeit       | Berufsgerichtshof der Ingenieurkammer Niedersachsen                                | Berufsgericht der Ingenieurkammer Niedersachsen |
| Berufsgerichtsbarkeit       | Gerichtshof für die Heilberufe Niedersachsen                                       | Ärztliches Berufsgericht Niedersachsen \| Apotheker-Berufsgericht Niedersachsen \| Psychotherapeutisches Berufsgericht Niedersachsen \| Tierärztliches Berufsgericht Niedersachsen \| Zahnärztliches Berufsgericht Niedersachsen |